# 缺刺秀体蚤
缺刺秀体溞（学名：Diaphanosoma aspinosum）为仙达溞科秀体溞属的动物。在中国大陆，分布于湖北等地，其标本采集仅在武昌东湖的一个港湾内。